# Панамериканський чемпіонат з боротьби 2021
 Панамериканський чемпіонат з боротьби 2021 року — 34-ті проведені змагання Панамериканського чемпіонату з боротьби, що проходили з 27 по 30 травня в місті Гватемала, Гватемала.
Розігрувалося 29 комплектів нагород: по 10 у вільній боротьбі серед чоловіків та в жіночій боротьбі і 9 у греко-римській боротьбі.

## Загальний медальний залік
*   Країна-господарка ( Гватемала)
| Місце                | Країна                         | Золото | Срібло | Бронза | Загалом |
| -------------------- | ------------------------------ | ------ | ------ | ------ | ------- |
| 1                    | США (USA)                      | 24     | 4      | 1      | 29      |
| 2                    | Домініканська Республіка (DOM) | 1      | 4      | 4      | 9       |
| 3                    | Бразилія (BRA)                 | 1      | 3      | 12     | 16      |
| 4                    | Еквадор (ECU)                  | 1      | 3      | 0      | 4       |
| 5                    | Колумбія (COL)                 | 1      | 1      | 0      | 2       |
| 6                    | Гондурас (HON)                 | 1      | 0      | 0      | 1       |
| 7                    | Канада (CAN)                   | 0      | 6      | 3      | 9       |
| 8                    | Мексика (MEX)                  | 0      | 4      | 6      | 10      |
| 9                    | Гватемала (GUA)*               | 0      | 1      | 5      | 6       |
| 10                   | Перу (PER)                     | 0      | 1      | 2      | 3       |
| 11                   | Панама (PAN)                   | 0      | 1      | 0      | 1       |
| 11                   | Чилі (CHI)                     | 0      | 1      | 0      | 1       |
| 13                   | Аргентина (ARG)                | 0      | 0      | 3      | 3       |
| 14                   | Пуерто-Рико (PUR)              | 0      | 0      | 2      | 2       |
| 15                   | Коста-Рика (CRC)               | 0      | 0      | 1      | 1       |
| Загалом (15 збірних) | Загалом (15 збірних)           | 29     | 29     | 39     | 97      |

## Командний залік
| Місце | Чоловіки, вільний стиль  | Чоловіки, вільний стиль | Чоловіки, греко-римська  | Чоловіки, греко-римська | Жінки, вільний стиль     | Жінки, вільний стиль |
| Місце | Країна                   | Очки                    | Країна                   | Очки                    | Країна                   | Очки                 |
| ----- | ------------------------ | ----------------------- | ------------------------ | ----------------------- | ------------------------ | -------------------- |
| 1     | США                      | 250                     | США                      | 205                     | США                      | 240                  |
| 2     | Канада                   | 116                     | Бразилія                 | 95                      | Бразилія                 | 144                  |
| 3     | Мексика                  | 114                     | Мексика                  | 94                      | Канада                   | 115                  |
| 4     | Домініканська Республіка | 94                      | Гватемала                | 73                      | Еквадор                  | 72                   |
| 5     | Гватемала                | 80                      | Колумбія                 | 72                      | Мексика                  | 57                   |
| 6     | Бразилія                 | 73                      | Домініканська Республіка | 60                      | Колумбія                 | 43                   |
| 7     | Колумбія                 | 56                      | Еквадор                  | 53                      | Перу                     | 38                   |
| 8     | Чилі                     | 47                      | Перу                     | 42                      | Домініканська Республіка | 35                   |
| 9     | Аргентина                | 45                      | Сальвадор                | 27                      | Сальвадор                | 31                   |
| 10    | Перу                     | 40                      | Гондурас                 | 25                      | Аргентина                | 30                   |

## Медалісти

### Греко-римська боротьба
| категорія | Золото           | Срібло             | Бронза                       |
| --------- | ---------------- | ------------------ | ---------------------------- |
| до 60 кг  | Діктер Торо      | Ільдар Хафізов     | Марат Гаріпов Майкол Хосефа  |
| до 63 кг  | Андрес Монтаньйо | Рендон Міранда     | Емерсон Ордонес              |
| до 67 кг  | Хавьєр Джонсон   | Еньєр Фелісіано    | Дієго Мартінес Калебе Корреа |
| до 72 кг  | Джамель Джонсон  | Хуан Руїс          | Карлос Фуентес               |
| до 77 кг  | Пейтон Волш      | Жойлсон Жуніор     | Марсіано Алі Реньє Хіменес   |
| до 82 кг  | Бен Провізор     | Давід Чок          | Александр Мартінес           |
| до 87 кг  | Джон Стефановіч  | Даніель Вісент     | Роніссон Брандао             |
| до 97 кг  | Кевін Мехія      | Бракстон Амос      | Ігор Кейрос                  |
| до 130 кг | Лео Сантана      | Дональд Лонгендайк | Ісаак Консерва               |

### Вільна боротьба
| Категорія | Золото          | Срібло            | Бронза                             |
| --------- | --------------- | ----------------- | ---------------------------------- |
| до 57 кг  | Віто Аруджау    | Роберто Алехандро | Александер Фернандес Самуель Альва |
| до 61 кг  | Шелтон Мак      | Хуан Рамірес      | Хорхе Альберто Ольвера             |
| до 65 кг  | Джозеф МакКенна | Маркос Сікейра    | Альбаро Рудесіндо Хонатан Перес    |
| до 70 кг  | Алек Панталео   | Карлос Ромеро     | Вінсент де Марініс Енріке Перес    |
| до 74 кг  | Кайл Дейк       | Віктор Ернандес   | Хуліо Родрігес Джонатан Парілла    |
| до 79 кг  | Томас Гант      | Нестор Тафур      | Самуель Барміш                     |
| до 86 кг  | Девід Тейлор    | Клейтон Пай       | Ноель Торрес Талес Реїс            |
| до 92 кг  | Натан Джексон   | Джерімі Піорієр   | Анхель Баутіста                    |
| до 97 кг  | Кайл Снайдер    | Луїс Перес        | Максвелл Лейсі                     |
| до 125 кг | Гейбл Стівсон   | Алі Баргаут       | Катрієль Мурієль                   |

### Жіноча боротьба
| Категорія | Золото             | Срібло           | Бронза                           |
| --------- | ------------------ | ---------------- | -------------------------------- |
| до 50 кг  | Сара Гільдебрандт  | Жаклін Мольокана | Каміла Барбоза Патрісія Бермудес |
| до 53 кг  | Ронна Хітон        | Луїза Вальверде  | Сабріна Гама                     |
| до 55 кг  | Джакарра Вінчестер | Вірджинія Гаскон | Енні Рамірес                     |
| до 57 кг  | Джулія Пенальбер   | Александрія Таун | Кемерон Гуерін                   |
| до 59 кг  | Майя Нельсон       | Лінда Мораїс     | Кароліна Сантана                 |
| до 62 кг  | Кайла Міракл       | Лаїс Нуньєс      | Алехандра Ромеро                 |
| до 65 кг  | Дженніфер Пейдж    | Ешлі Сарате      | Аманда Савард                    |
| до 68 кг  | Таміра Менса       | Єссіка Овьєда    | Лус Васкес Габріела Роша         |
| до 72 кг  | Александрія Глод   | Янет Соверо      | Бренда Агіар                     |
| до 76 кг  | Аделайн Грей       | Хенесіс Ріскос   | Аліне Феррейра                   |